# Средненитранские говоры

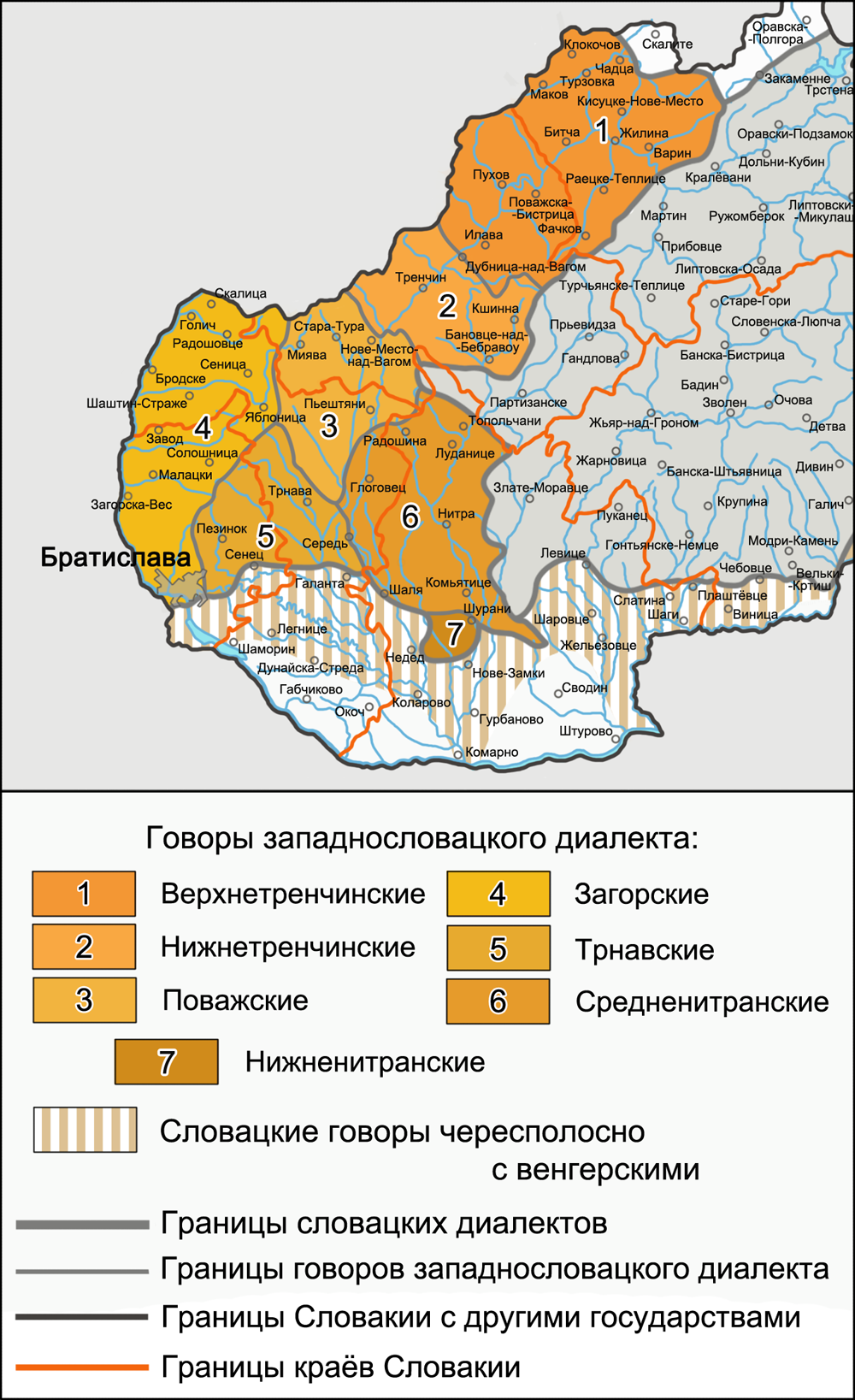
Средненитранские говоры на карте западнословацкого диалекта

Среднени́транские го́воры (также средненитранский диалект; словац. stredonitrianske nárečie) — говоры западнословацкого диалекта, распространённые в северо-западных районах Нитранского края и в северо-восточных районах Трнавского края Словакии (в юго-восточной части западнословацкого диалектного ареала). Входят вместе с нижненитранскими в число юго-восточных западнословацких говоров согласно классификации, опубликованной в «Атласе словацкого языка» (Atlas slovenského jazyka). В средненитранском диалектном регионе выделяют собственно средненитранские говоры, топольчанские говоры (topol’čianske nárečie) и глоговские говоры (hlohovské nárečie). В классификации Р. Крайчовича средненитранские говоры не выделяются — на их месте выделены ареалы основных глоговских и переходных нижнетренчинских говоров. Согласно классификации, представленной на диалектологической карте И. Рипки (I. Ripka), ареалы средненитранских и нижненитранских говоров объединены в единый ареал, названный нижненитранским.
Название средненитранским говорам (как и нижненитранским) дано по наименованию исторического Нитранского комитата, в границах которого произошло формирование данных говоров.
Характерной особенностью средненитранских говоров является сочетание в их языковой системе черт западнословацкого и среднесловацкого диалектов. Данное сочетание сложилось в процессе взаимодействия окраинных частей диалектных ареалов Западной и Средней Словакии. Так, например, в числе фонетических явлений западнословацкого происхождения отмечаются отсутствие дифтонгов и ритмического закона, изменение редуцированных в сильной позиции в e, а среди явлений фонетики, сходных со среднесловацкими, выделяют рефлексы rat, lat праславянских сочетаний *ort, *olt, наличие парных мягких согласных ť, ď и ň, осуществление палатализации в том числе и перед исконным e и e < ь.

## Классификация

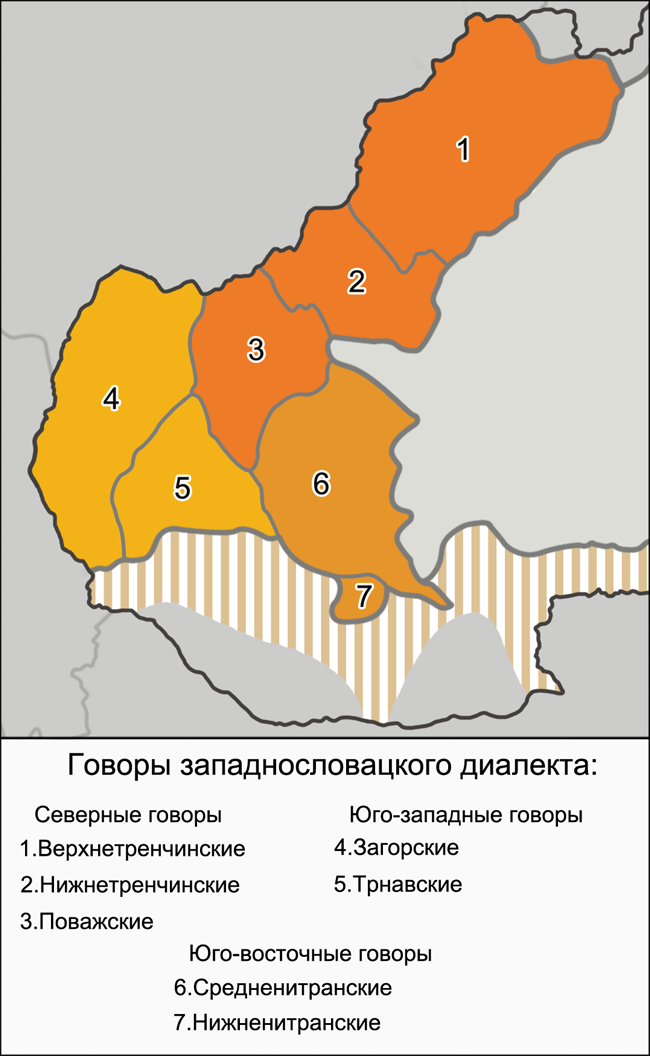
Классификация западнословацкого диалекта («Атлас словацкого языка»)

Так как в средненитранских говорах распространены как типично западнословацкие, так и типично среднесловацкие диалектные черты, решающим при включении данной группы говоров в западнословацкий диалект является наличие в средненитранском диалектном регионе характерных для их языковой системы праславянских рефлексов и некоторых более поздних языковых явлений, имеющих западнословацкое происхождение (сохранение групп tl, dl; рефлекс редуцированных в сильной позиции — гласный e; распространение у существительных, прилагательных и некоторых местоимений женского рода в форме творительного падежа единственного числа окончания -ú: ze svojú ženú и т. д.) В то же время на территорию распространения средненитранских говоров в разной мере заходят окраинные части ареалов праславянских диалектных черт среднесловацкого происхождения, в том числе и широко распространившееся в средненитранском ареале изменение праславянских сочетаний *orT-, *olT- в raT-, laT-.
По классификации, данной в «Атласе словацкого языка» (1968), средненитраннские говоры объединяются в юго-восточную западнословацкую группу вместе с нижненитранскими говорами. Данная группа противопоставляется северным западнословацким говорам — верхнетренчинским, нижнетренчинским и поважским, а также юго-западным западнословацким говорам — загорским и трнавским. Средненитранский ареал при этом разделяется на собственно средненитранские, топольчанские и глоговские говоры.
В классификации Р. Крайчовича (и по его терминологии) на месте ареала средненитранских говоров, представленного в «Атласе словацкого языка», выделены глоговские говоры (на западе) и нижненитранские говоры (на востоке). Глоговские при этом отнесены к основным диалектным ареалам, а нижненитранские — к переходным. Данные диалектные ареалы вместе с переходными миявскими и основными загорскими, трнавскими и пьештянскими относятся к южному диалектному региону в составе западнословацкого макроареала. В рамках западнословацкого макроареала говоры южного региона противопоставляются говорам северного региона: основным — нижнетренчинским и верхнетренчинским, а также переходным — верхнекисуцким и нижнекисуцким.

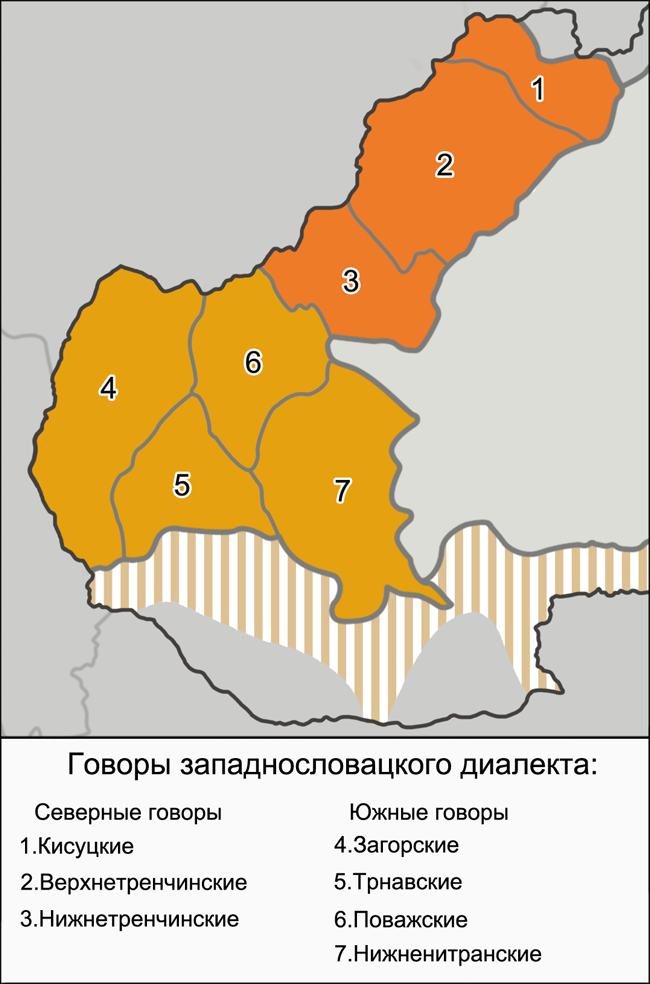
Классификация западнословацкого диалекта
(И. Рипка)

В классификации словацких диалектов, представленной на диалектологической карте И. Рипки (I. Ripka) (опубликована в «Атласе населения Словакии» (Atlas obyvatel’stva Slovenska) (2001)), ареалы средненитранских и нижненитранских говоров объединены в единый ареал, названный нижненитранским. Вместе с загорскими, поважскими и трнавскими говорами нижненитранские включены в число говоров южного региона в составе западнословацкого макроареала. Южные говоры противопоставлены говорам северного региона — верхнетренчинским, нижнетренчинским и кисуцким.

## Ареал и название
Средненитранские говоры распространены в западной части Словакии в среднем течении реки Нитра. По современному административно-территориальному делению Словакии ареал средненитранских говоров расположен в северо-восточной части территории Трнавского края (в районе города Глоговец) и в северо-западной части территории Нитранского края (в районе городов Топольчани и Нитра).
С востока к ареалу средненитранских говоров примыкает ареал говоров среднесловацкого диалекта: с северо-востока — область распространения верхненитранских говоров, с востока — тековских говоров. На юге средненитранские говоры граничат с ареалом нижненитранских говоров и с разнородными словацкими говорами (нередко распространёнными чересполосно с говорами венгерского языка). На западе к ареалу средненитранских говоров примыкает область распространения юго-западных западнословацких трнавских говоров, на северо-западе — область распространения северных западнословацких поважских говоров.
Средненитранские говоры именуются по названию исторического Нитранского комитата Венгерского королевства, в пределах которого данные говоры сформировались вместе с нижненитранскими говорами. А также по местонахождению в пределах Нитранского комитата.

## Диалектные особенности

### Фонетика
1. Средненитранские говоры характеризуются такой яркой западнословацкой чертой, как отсутствие в их системе вокализма дифтонгов: bílí / bélí, ňevím / ňevém, ďíťa / ďéťa, kóň, vóla, mój, práťel.
2. В средненитранских говорах отсутствует такая диалектная черта, характерная для среднесловацкого диалекта, как закон ритмического сокращения: obráťí sa, bílá, bíváťe, xoďívám, kvíťí.
3. Распространение рефлексов праславянских сочетаний *ort, *olt при не акутовой интонации преимущественноо rat, lat: rásť, ražen, rakita, lakeť, vlaňi / loňi
4. Изменение редуцированных в сильной позиции в e: reš, ven, pátek. Рефлексы o и a отмечаются лишь в единичных лексемах: mox, dášť.
5. Средненитранские говоры сближаются с говорами среднесловацкого диалекта по наличию и в тех, и в других мягких согласных ť, ď и ň (за исключением мягкой ľ). Средненитранский ареал не был затронут процессом ассибиляции мягких ť и ď (ť > ć, ď > ʒ́). Палатализация, как и в среднесловацком ареале, отмечается как перед исконной e, так и перед e, возникшей на месте редуцированной ь: ďeťi, iďeťe, ďeň, ňesím, leto, lutovať.
6. Во всех позициях в средненитранских говорах выступает губно-зубная согласная v, не имеющая пары по глухости: ďívka, ovca, sinóv и т. п., в том числе и в причастиях на -l мужского рода (bóv, ďakovav и т. п.).
7. Наличие удвоенных согласных различного происхождения: oddix, occa, strašillo, hlanni, mlačči, masso, kašša.

### Морфология
1. Распространение существительных, прилагательных и некоторых местоимений женского рода в форме творительного падежа единственного числа с окончанием -ú / -u: ze svojú ženú, pod hlavú, se mnú.
2. Наличие у прилагательных среднего рода в форме именительного и винительного падежей единственного числа флексии -é: dobré, cuʒé. Исключение составляют говоры в районе города Топольчани, в которых отмечается распространение флексии -ó: dobró.
3. Распространение существительных среднего рода в форме именительного и винительного падежей единственного числа с функционально мягким согласным в конце основы с флексией -o: pleco, srcco, vajco, ohňišťo, но pole, more.